# Miss Europe 2020

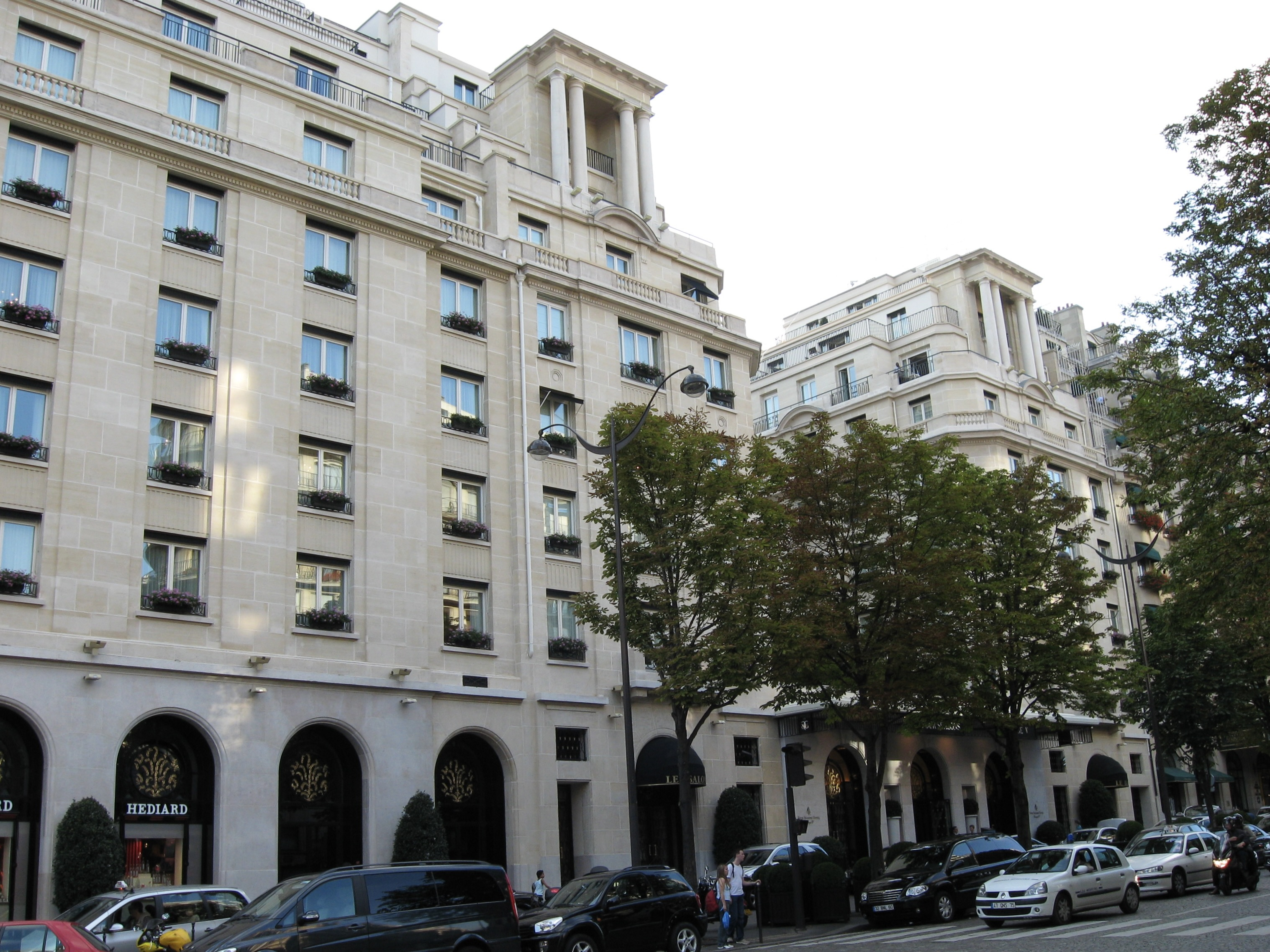
Das Four Seasons Hotel George V Paris, Ort der Veranstaltung

Der Wettbewerb um die Miss Europe 2020 war der fünfte, den die Miss Europe Organization (MEO) durchführte. Sie hat ihren Sitz seit 2017 in Edinburgh.
Die Schönheitskonkurrenz war von 2007 bis 2015 nicht ausgetragen worden. Eine Kontinuität zu den Wettbewerben eines früheren Veranstalters und zu dessen Siegerinnen soll offensichtlich die Krone herstellen, die die Gewinnerin erhält. Auf der Webseite der Miss Europe Organization sind die Titelträgerin von 2016 und drei frühere Missen mit dieser Krone (eher einem Diadem) zu sehen.
Die Kandidatinnen waren in ihren Herkunftsländern von nationalen Organisationskomitees ausgewählt worden, die mit der MEO Lizenzverträge abgeschlossen hatten.
Die Veranstaltung fand am 22. Dezember 2020 in der französischen Hauptstadt Paris statt – im Four Seasons Hotel George V Paris. Die Anzahl der Bewerberinnen ist nicht dokumentiert.
| Land                      | Name           | Andere Schreibweisen | Teilnahme an weiteren Wettbewerben                                                                   |
| ------------------------- | -------------- | -------------------- | --- |
| Platzierungen             |                |                      | |
| 1. Frankreich             | Lara Jalloh    |                      | |
| 2. Albanien               | Xhensila Shaba |                      | Miss Grand Albania 2019: Siegerin, Miss Grand International 2019, Miss Albania Europe 2020: Siegerin |
| 3. Spanien                | Marine Ayala   |                      | |
| 4. Vereinigtes Königreich | Sheida Rahni   |                      | |